# Guelfo I da Baviera
Guelfo I da Baviera ou Guelfo IV de Este (em alemão, Welf IV.;  ? - Pafos, Chipre, 6 de Novembro de 1101) foi Duque da Baviera entre 1070 e 1077. Foi o primeiro membro da famía Welfen (Guelfos) a pertencer à  Casa de Este. 
Foi o herdeiro dos domínios do seu tio materno, Guelfo, duque da Caríntia, também denominado Ulrico III.
O seu primeiro casamento foi com Etelinda, filha do Otão II, duque da Baviera. Quando este último entrou em conflito com o rei Henrique IV, Sacro Imperador Romano-Germânico, Guelfo I divorciou-se da esposa e, pouco depois, em 1070, foi nomeado duque da Baviera, no lugar de Otão II.
Durante a Questão das investiduras, Guelfo I  tomou o partido do Papa Gregório VII  e, em março de 1077, apoiou a eleição de Rodolfo de Rheinfelden contra a coroa. No mesmo ano foi desapossado do seu ducado, por ordem do rei.
Em 1089,  seu filho, Guelfo II da Baviera, casou-se com Matilde da Toscana, o que veio contribuir para um estreitar das relações com o Papa. No entanto, só depois de Guelfo II se separar de Matilde, em 1095, é que Guelfo I  recuperou o ducado da Baviera,  por ordem de  Henrique IV.
Com a morte de seu pai, Alberto Azzo II de Este, em 1097,  Guelfo I  tentou recuperar os antigos domínios paternos, nos Alpes, mas não teve êxito contra seu meio-irmão,  Fulco I, que reivindicava os mesmos direitos.
Em 1099, assim como  Guilherme  IX da Aquitânia, Hugo de Vermandois e Ida da Áustria, Guelfo decide juntar-se à campanha que viria a ser conhecida como a Cruzada de 1101. Seu principal êxito foi evitar um confronto entre companheiros cruzados, que haviam  pilhado território bizantino em seu caminho para Constantinopla, e mercenários pechenegues do imperador bizantino.
A própria cruzada, ao entrar na Anatólia, terminou desastrosamente. Depois de passar por Heracleia Cibistra em setembro, os bávaros de Guelfo, assim como outros contingentes de cruzados, foram emboscados e massacrados pelas tropas turcas de Quilije Arslã I, o sultão seljúcida de Rum. Guelfo escapou, mas acabou morrendo no caminho de volta, em Pafos, na ilha de Chipre, em 1101. Foi sepultado na Abadia de Weingarten, tendo sido sucedido, como  duque da Baviera,  por seu filho, Guelfo II.

## Relações familiares
Era filho de Alberto Azzo II de Este (Módena, Itália, 997 - Módena, Itália, 20 de agosto de 1097) Marquês de Este  e de Cunigunda Guelfo (1020 -?). 
Casou-se por duas vezes,  a primeira das quais com Etelinda de Northeim, com quem não teve filhos. 
O segundo casamento foi em 1071 com Judite da Flandres (980 - 30 de maio de 1035), filha de Balduíno IV da Flandres, com quem teve os seguintes filhos:
1. Guelfo II de Baviera (Guelfo V de Este), Duque da Baviera (1075 -?), que se casou com Matilde da Toscana, Senhora de Canossa.
2. Henrique IX da Baviera, Duque da Baviera (c. 1075 -?), que se casou com Vulfilda da Saxônia.
3. Kuniza da Baviera (? - 6 de março de 1120, que se casou com Frederico de Reichenhall, conde de Dießen